# Fernand Soupé
 (février 2016).
Si vous disposez d'ouvrages ou d'articles de référence ou si vous connaissez des sites web de qualité traitant du thème abordé ici, merci de compléter l'article en donnant les références utiles à sa vérifiabilité et en les liant à la section « Notes et références ».
Fernand Soupé, né le 19 juin 1889 à Planches (Orne) et mort le 26 septembre 1976 à Courdemanche (Eure), est un homme politique français.

## Biographie
Issu d'une famille ouvrière, Fernand Soupé est d'abord ouvrier agricole avant de travailler dans l'industrie. Mobilisé en 1914, il est affecté à la fabrique de munitions mais son activité syndicale à partir de 1917, année de son adhésion à la SFIO, lui vaut d'être envoyé au front, assez tardivement, cependant, en 1918.
Peu après la guerre, il s'installe en région parisienne, et enchaine les emplois, étant toujours en butte à la répression patronale du fait de son activité syndicale au sein de la CGTU.
Ayant choisi de rester du côté de la majorité du congrès de Tours, il est secrétaire de la cellule communiste de Vitry. Après plusieurs licenciements, il est finalement embauché comme employé municipal par la commune de Vitry, à direction communiste, en 1929. Peu de temps après, il devient permanent du PCF.
En 1931, lors d'une partielle, puis l'année suivante, il est candidat aux élections législatives sous l'étiquette communiste, sans parvenir à être élu.
En 1932, il est membre du Comité central du PCF (dont il fait partie jusqu'en 1939), secrétaire de la région "Paris Est" du parti, et travaille avec Maurice Tréand, Léon Mauvais et Henri Gourdeaux à l'animation de la section des cadres du parti.
En 1935, il est désigné par la direction du parti comme tête de liste aux municipales à Montreuil-sous-Bois, contre le candidat logique Daniel Renoult. Soutenu dans sa campagne par Maurice Thorez, Marcel Cachin et Gabriel Péri, il est élu au second tour avec 57 % des voix. Son activité municipale est intense dans les premiers mois : stade, bourse du travail, bureau de poste, foyer d'anciens combattants, dispensaire, Musée de l'Histoire vivante... les créations de nouveaux équipements s'enchainent.
Le 4 octobre 1939, la municipalité de Montreuil est suspendue pour activités communistes et Soupé perd la fonction de maire. En novembre, il est arrêté pour les mêmes raisons, mais invoque son désaccord avec le Pacte germano-soviétique, ce qui ne l'empêche pas d'être condamné à 5 ans de prison.
En décembre 1939, cependant, il démissionne du PCF. Par la suite, incarcéré, il tente de convaincre les nouvelles autorités de son opposition à la ligne du parti après la signature du pacte et de son refus de toute activité communiste illégale après la mise hors-la-loi du parti, fin septembre 1939.
Sur intervention de Marcel Gitton, il est finalement libéré en mai 1941, par décision du gouvernement. Soupé adhère alors au POPF, et est intégré au comité central de ce parti. Mais, à l'automne, il adhère au PPF collaborationniste de Jacques Doriot, alors en mauvaise posture après justement sa rupture politique avec Gitton et les anciens communistes. Soupé devient alors permanent du PPF.
En décembre 1941, il échappe de peu à une tentative d'assassinat menée par la résistance communiste (Détachement Valmy) et notamment Marius Bourbon, dit "Cyrano" et Emile Bevernage) : la balle qui l'atteint ne le tue pas mais le blesse grièvement.
À partir de cette date, il ne joue plus de rôle notable dans la vie politique. Arrêté en février 1946 à Villefranche-sur-Mer, il est par la suite condamné à 7 ans de prison pour collaboration, mais bénéficie des mesures d'amnistie. 
Jusqu'à sa mort, en 1976, il se tient en retrait de toute apparition publique et refuse d'évoquer son passé militant.